# Ben van der Burg
Ben van der Burg (* 20. dubna 1968 Schipluiden) je bývalý nizozemský rychlobruslař.
V roce 1986 se představil na Mistrovství světa juniorů, na mezinárodní scéně mezi dospělými závodil od roku 1988. Téhož roku začal startovat na Světovém poháru. Největších úspěchů dosáhl na začátku 90. let. V roce 1990 byl na Mistrovství Evropy pátý a na Mistrovství světa ve víceboji získal stříbrnou medaili, roku 1991 skončil na kontinentálním šampionátu čtvrtý. Poslední závody absolvoval na přelomu let 1991 a 1992. Je několikanásobným mistrem Nizozemska.